# Karamysch
Der Karamysch (russisch Карамыш) ist ein linker Nebenfluss der Medwediza im Flusssystem des Don in den russischen Oblasten Saratow und Wolgograd.
Der Karamysch entspringt in den Wolgahöhen in der Oblast Wolgograd. Er durchfließt diese in einem Bogen nach Osten, später nach Norden und schließlich nach Westen. Dabei fließt er in die Oblast Saratow und mündet nach 147 km linksseitig in die Medwediza. Er entwässert ein Areal von 3380 km². Der Karamysch wird hauptsächlich von der Schneeschmelze gespeist. Das Wasser des Karamysch wird zur Bewässerung genutzt. Wichtiger Nebenfluss des Karamysch ist der Latryk von rechts.